# Zallascht Sadat
Zallascht Sadat (en pastún: زرلښت سادات‎) es una modelo afgano - alemana, nacida el 12 de abril de 1986 en Kabul (Afganistán), que ha ganado varios concursos a lo largo de carrera. En 2012 se alzó con el título de Miss Globo.

## Trayectoria
Zallascht Sadat estudió administración de empresas en la Universidad de Ciencias Aplicadas de Frankfurt, Alemania.
Creó su propia organización sin ánimo de lucro, la Fundación Zallascht Sadat Afganistán, para apoyar a las mujeres y los niños de su país de origen.
Zallascht vive entre Alemania y Catar.
Participó y ganó su primer concurso en el certamen Miss Afganistán 2008-2009. Dicho certamen se celebró en Hamburgo, Alemania, debido a la inestable situación que se vivía en Afganistán en ese momento. Fue la primera Miss Afganistán elegida oficialmente desde que fuera elegida Zohra Yousuf Daoud en 1972.
En 2010 ganó los concursos Miss Hessen 2010 y Miss Süddeutschland 2010, lo que la llevó a participar en el concurso Miss Deutschland 2010 (Miss Alemania) que acabó ganando y conservó ese título al siguiente año ya que el certamen no se celebró en 2011.
En 2012, Zallascht participó en el concurso Miss Globo organizado por la World Beauty Organization (Organización Mundial de la Belleza) y ganó la corona del certamen.